# Powiat Dahme-Spreewald
Powiat Dahme-Spreewald (niem. Landkreis Dahme-Spreewald, dolnołuż. Wokrejs Damna-Błota) – powiat w niemieckim kraju związkowym Brandenburgia. Stolicą powiatu jest miasto Lubin (niem. Lübben), natomiast największe miasto to Königs Wusterhausen.
Na terenie powiatu znajduje się port lotniczy Berlin-Brandenburgia, park rozrywki Tropical Islands oraz (częściowo) region turystyczny i rezerwat biosfery Spreewald.
Miasta Königs Wusterhausen, Mittenwalde i Wildau oraz gminy Eichwalde, Schönefeld, Schulzendorf i Zeuthen należą do aglomeracji berlińskiej.

## Historia
Powiat w obecnej formie powstał w wyniku reformy administracyjnej w 1993 roku.

## Podział administracyjny
W skład powiatu Dahme-Spreewald wchodzi:
- dziewięć gmin miejskich
- osiem gmin (niem. amtsfreie Gemeinde)
- trzy urzędy (niem. Amt)

Gminy miejskie
| Lp. | Nazwa gminy                                               | Ludność (2022) | Powierzchnia km² |
| --- | --------------------------------------------------------- | -------------- | ---------------- |
| 1   | Golßen (dolnołuż. Gólišyn)                                | 2 459          | 63,29            |
| 2   | Königs Wusterhausen (dolnołuż. Parsk)                     | 38 400         | 96,04            |
| 3   | Lieberose (dolnołuż. Luboraz)                             | 1 325          | 72,51            |
| 4   | Lubin (niem. Lübben (Spreewald), dolnołuż. Lubin (Błota)) | 14 048         | 119,91           |
| 5   | Luckau (dolnołuż. Łukow)                                  | 9 184          | 207,44           |
| 6   | Märkisch Buchholz                                         | 826            | 24,65            |
| 7   | Mittenwalde                                               | 9 492          | 98,48            |
| 8   | Teupitz                                                   | 1 884          | 48,15            |
| 9   | Wildau                                                    | 10 456         | 9,09             |

Gminy
| Lp. | Nazwa gminy                                | Ludność (2022) | Powierzchnia km² |
| --- | ------------------------------------------ | -------------- | ---------------- |
| 1   | Bestensee                                  | 8 590          | 37,79            |
| 2   | Eichwalde                                  | 6 396          | 2,80             |
| 3   | Heideblick                                 | 3 575          | 165,31           |
| 4   | Heidesee                                   | 7 275          | 134,78           |
| 5   | Märkische Heide (dolnołuż. Markojska Gola) | 3 818          | 210,10           |
| 6   | Schönefeld                                 | 18 461         | 81,57            |
| 7   | Schulzendorf                               | 9 269          | 9,08             |
| 8   | Zeuthen                                    | 11 378         | 12,66            |

Urzędy
| Lp. | Nazwa urzędu                                            | Ludność (2022) | Powierzchnia km² | Liczba gmin |
| --- | ------------------------------------------------------- | -------------- | ---------------- | ----------- |
| 1   | Lieberose/Oberspreewald (dolnołuż. Luboraz/Gorne Błota) | 6 937          | 410,90           | 8           |
| 2   | Schenkenländchen                                        | 9 112          | 287,38           | 6           |
| 3   | Unterspreewald (dolnołuż. Dolna Błota)                  | 8 860          | 379,03           | 10          |

### Zmiany administracyjne
- 1 stycznia 2013
  - połączenie urzędu Golßener Land z urzędem Unterspreewald w nowy urząd Unterspreewald

## Demografia
| Rok  | Mieszkańcy |
| ---- | ---------- |
| 1990 | 142 899    |
| 1995 | 144 990    |
| 2000 | 158 994    |
| 2005 | 161 937    |

| Rok  | Mieszkańcy |
| ---- | ---------- |
| 2010 | 161 805    |
| 2015 | 164 528    |
| 2020 | 173 316    |

## Współpraca zagraniczna
- Polska: Powiat wolsztyński[2]
- Francja: Gmina Cabestany